# Église de Taulumäki
L'église de Taulumäki (en finnois : Taulumäen kirkko) est une église luthérienne située dans le quartier de Taulumäki à  Jyväskylä en Finlande.

## L'église actuelle
Conçue par Elsi Borg, l'église est construite en 1928–1929 est inaugurée le 27 octobre 1929.
Elle se situe dans le quartier de Taulumäki à l'emplacement de l'ancienne église incendiée. 
Depuis la fusion en 2009 de Jyväskylä et de la paroisse rurale elle est devenue l'église principale de Jyväskylä.
Les fresques au-dessus de l'autel, les peintures représentant des personnages bibliques et les ornements de la chaire sont de Paavo Leinonen.
Le retable peint par Eero Järnefelt vient de l’ancienne église. 
Il représente Pierre marchant sur les eaux.
En dessous, on peut voir le tableau Le Christ et les agneaux peint en 1929  par Jonas Heiska.

## L'ancienne église de Taulumäki
L'ancienne église de Taulumäki conçue par Ludvig Isak Lindqvist est construite en 1885. Elle est détruite par un incendie le 27 janvier 1918.
Dans le parc de l'église actuelle, on peut voir une pierre commémorative avec un relief en bronze de Veikko Hirvimäki représentant une église en flammes.